# HESA
L'Iran Aircraft Manufacturing Industrial Company ou HESA (en persan : شرکت صنایع هواپیماسازی ایران - هسا) est un constructeur aéronautique iranien fondée en 1976. La société est basée à Ispahan, et appartient à la société d'Etat IAIO (Iran Aviation Industries Organization) chargée de la coordination du développement des programmes aéronautiques du pays.

## Programmes
La société développe des programmes dans les domaines civils et militaires, et a notamment mené les projets suivants.
| Type                  | Aéronef            | Description                                                       | Annonce           | Premier vol       | Mise en service   |
| Programmes civils     | Programmes civils  | Programmes civils                                                 | Programmes civils | Programmes civils | Programmes civils |
| --------------------- | ------------------ | ----------------------------------------------------------------- | ----------------- | ----------------- | ----------------- |
| Avion de ligne        | IrAn-140           | Version sous licence de l'Antonov An-140                          |                   |                   |                   |
| Programmes militaires |                    |                                                                   |                   |                   |                   |
| Avion de combat       | Azarakhsh          | Chasseur dérivé du F-5 Freedom Fighter                            | 1997              |                   |                   |
| Avion de combat       | Saeqeh             | Avion de chasse et d'attaque au sol dérivé du F-5 Freedom Fighter |                   | Juillet 2004      | Septembre 2006    |
| Avion de combat       | Kosar              | Chasseur dérivé du F-5 Freedom Fighter                            |                   | Août 2018         | 2020              |
| Drone                 | Saegheh-2          | Drone multirôle                                                   |                   | 2014              | 2016              |
| Drone                 | Shahed 129         | Drone de combat                                                   |                   | 2012              |                   |
| Drone                 | Shahed 171 Simorgh | Drone de reconnaissance                                           |                   | 2014              |                   |